# Acanthoderes thammi
Acanthoderes thammi es una especie de escarabajo del género Acanthoderes, familia Cerambycidae. Fue descrita científicamente por Bates en 1880.
Se distribuye por Bolivia y Perú. Posee una longitud corporal de 13-18 milímetros.